# Steindachnerina
Steindachnerina és un gènere de peixos de la família dels curimàtids i de l'ordre dels caraciformes.

## Taxonomia
- Steindachnerina amazonica (Steindachner, 1911)[2]
- Steindachnerina argentea (Gill, 1858)[3]
- Steindachnerina atratoensis (Eigenmann, 1912)[4]
- Steindachnerina bimaculata (Steindachner, 1876)[5]
- Steindachnerina binotata (Pearson, 1924)[6]
- Steindachnerina biornata (Braga & Azpelicueta, 1987)[7]
- Steindachnerina brevipinna (Eigenmann & Eigenmann, 1889)[8]
- Steindachnerina conspersa (Holmberg, 1891)[9]
- Steindachnerina corumbae (Pavanelli & Britski, 1999)[10]
- Steindachnerina dobula (Günther, 1868)[11]
- Steindachnerina elegans (Steindachner, 1874)[12]
- Steindachnerina fasciata (Vari & Géry, 1985)[13]
- Steindachnerina gracilis (Vari & Williams Vari, 1989)[14]
- Steindachnerina guentheri (Eigenmann & Eigenmann, 1889)[8]
- Steindachnerina hypostoma (Boulenger, 1887)[15]
- Steindachnerina insculpta (Fernández-Yépez, 1948)[16]
- Steindachnerina leucisca (Günther, 1868)[11]
- Steindachnerina metae (Eigenmann, 1922)
- Steindachnerina notograptos (Lucinda & Vari, 2009)
- Steindachnerina notonota (Miranda-Ribeiro, 1937)[17]
- Steindachnerina planiventris (Vari & Williams Vari, 1989)[14]
- Steindachnerina pupula (Vari, 1991)[18]
- Steindachnerina quasimodoi (Vari & Williams Vari, 1989)[19]
- Steindachnerina varii (Géry, Planquette & Le Bail, 1991)[20][21][22][23][24][25][26][27]